# Adorjan (Kanjiža)
Pour les articles homonymes, voir Adorjan (homonymie).
Adorjan (en serbe cyrillique : Адорјан ; en hongrois : Adorján) est une localité de Serbie située dans la province autonome de Voïvodine. Elle fait partie de la municipalité de Kanjiža dans le district du Banat septentrional. Au recensement de 2011, elle comptait 1 034 habitants.
Adorjan est officiellement classé parmi les villages de Serbie.

## Démographie

### Évolution historique de la population
| 1948  | 1953  | 1961  | 1971  | 1981  | 1991  | 2002  | 2011  |
| ----- | ----- | ----- | ----- | ----- | ----- | ----- | ----- |
| 1 542 | 1 504 | 1 335 | 1 236 | 1 203 | 1 158 | 1 128 | 1 034 |

|  |